# Ночистлан-де-Мехия (муниципалитет)
Ночистлан-де-Мехия (исп. Nochistlán de Mejía) — муниципалитет в Мексике, входит в штат Сакатекас. Население 26 195 человек.